# Kevin Martin
Kevin Dallas Martin, Jr. (Zanesville, Ohio, 1 de febrero de 1983) es un exjugador de baloncesto estadounidense que disputó doce temporadas en la NBA. Con 2,01 metros de estatura, jugaba en la posición de escolta.

## Carrera

### Instituto
Kevin asistió al instituto Zanesville, en la ciudad homónima perteneciente a Ohio.

### Universidad
Luego pasó tres años con los Catamounts de la Universidad de Carolina Occidental. En Western Carolina tuvo una excelsa carrera, su temporada como freshman, en 2001-02 fue fantástica, 22,1 puntos acabando en undécimo lugar en puntos por partido en todo EE. UU. Marcó un récord universitario con 42 tiros libres consecutivos sin fallo. Fue incluido en el Quinteto Freshman en 2002 por CollegeInsider.com.
En su año sophomore mantuvo sus números, con 22,8 puntos acabó en el top 10 nacional en puntos. Anotó 46 puntos en el primer encuentro de la temporada frente a Coastal Carolina, el 21 de noviembre de 2002.
Su consagración en el baloncesto universitario llegaría en su temporada júnior. En la 2003-04 acabó 2.º en la clasificación nacional de puntos por partido con 24,9 (además de 4,8 rebotes), logrando el segundo título anotador en la Southern Conference. Logró su mejor partido en anotación de nuevo en el primer partido de la temporada, con 44 ante Georgia, el 21 de noviembre de 2003. Añadió otro récord, 21 tiros libres anotados en un encuentro. Aquel año anotó 30 puntos o más en 18 ocasiones.
Su carrera en los Catamount se saldó con 1838 puntos, 4.º anotador histórico y 1.º desde que el equipo se mudó a la Division I en la temporada 1976-77. También acabó 3.º en triples (174), 3.º en tiros libres anotados (534) y 2.º en porcentaje de tiros libres (84.1).

### NBA

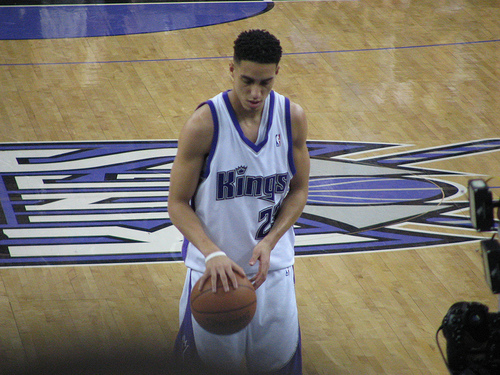
Martin, con la camiseta de los Kings.

Fue elegido por Sacramento Kings en el puesto 26 de 1.ª ronda del draft de 2004. De este modo, pasaba a ser el primer jugador de Western Carolina seleccionado en el draft de cualquier deporte profesional, y el segundo en la Southern Conference (el primero fue Johnny Taylor en 1997).
En su primera temporada en Sacramento (2004-05) pasó desapercibido, sólo 2,9 puntos y 1,3 rebotes por partido en contadas oportunidades. Poco tenían que ver esos Kings con los de ahora, de ahí su escaso protagonismo en aquel equipo. 
Kevin mostró una notable mejoría en su año sophomore, en la 2005-06 sus números ya fueron de 10,8 puntos y 3,6 rebotes, ganando su sitio en el equipo. En playoffs también incrementaron sus números (13,2 puntos y 5 rebotes), pero de poco sirvió ya que los Kings cayeron ante San Antonio Spurs en primera ronda. Tuvo que cargar con más peso en el equipo debido a la sanción que la liga implantó a Ron Artest por el codazo que éste propinó a Manu Ginóbili. Según declaró Kevin en una entrevista a la TNT, Doug Christie le ayudó a saber defender en la NBA, y Cuttino Mobley hizo lo propio ayudándole a perfeccionar su tiro.
Su explosión como jugador llegó en la 2006-2007, donde se quedó a las puertas de lograr el galardón de Jugador Más Mejorado, que finalmente se lo llevó Monta Ellis. Kevin acabó con unos fabulosos promedios de 20,2 puntos (con un 47,3% en tiros y un 38,1% en triples), 4,3 rebotes y 2,2 asistencias. El impacto que tuvo en el primer mes de liga fue brutal. Se marcó un mes de noviembre de 23,2 puntos (con un 52,7% en tiros y un 47,2% en triples), 4,7 rebotes y 2 asistencias. El 7 de marzo de 2008, anotó 48 puntos ante Minnesota Timberwolves, en lo que es su récord personal en anotación. En rebotes lo consiguió el 8 de marzo de 2007 ante los Spurs con 12, además de añadir 26 puntos.
A finales de agosto de 2007, Martin firmó con los Kings un contrato de 55 millones de dólares por 5 años. El 18 de febrero de 2010 fue traspasado a Houston Rockets en el traspaso a tres bandas que envió a Tracy McGrady a New York Knicks.
Poco antes del comienzo de la temporada 2012-13 fue traspasado a Oklahoma City Thunder junto con Jeremy Lamb y una futura ronda del draft a cambio de James Harden, Cole Aldrich, Lazar Hayward y Daequan Cook.
El 2 de julio de 2013 firmó un contrato de cuatro años y 28 millones de dólares con los Minnesota Timberwolves, donde jugó dos años con unos promedios de 20 y 10 puntos por partidos hasta que fue despedido el 1 de marzo de 2016. Más tarde, firmó un contrato el 9 de marzo con los San Antonio Spurs. 
Anunció su retirada el 24 de noviembre de 2016.

## Estadísticas de su carrera en la NBA

### Temporada regular
| Año     | Equipo        | PJ  | PT  | MPP  | %TC  | %3P  | %TL  | RPP | APP | ROB | TPP | PPP  |
| ------- | ------------- | --- | --- | ---- | ---- | ---- | ---- | --- | --- | --- | --- | ---- |
| 2004-05 | Sacramento    | 45  | 0   | 10.1 | .385 | .200 | .655 | 1.3 | .5  | .4  | .1  | 2.9  |
| 2005-06 | Sacramento    | 72  | 41  | 26.6 | .480 | .369 | .847 | 3.6 | 1.3 | .8  | .1  | 10.8 |
| 2006-07 | Sacramento    | 80  | 80  | 35.2 | .473 | .381 | .844 | 4.3 | 2.2 | 1.2 | .1  | 20.2 |
| 2007-08 | Sacramento    | 61  | 57  | 36.3 | .456 | .402 | .869 | 4.5 | 2.1 | 1.0 | .1  | 23.7 |
| 2008-09 | Sacramento    | 51  | 46  | 38.2 | .420 | .415 | .867 | 3.6 | 2.7 | 1.2 | .2  | 24.6 |
| 2009-10 | Sacramento    | 22  | 21  | 35.2 | .398 | .355 | .819 | 4.3 | 2.6 | 1.1 | .2  | 19.8 |
| 2009-10 | Houston       | 24  | 22  | 35.8 | .435 | .310 | .924 | 2.9 | 2.3 | 1.0 | .1  | 21.3 |
| 2010-11 | Houston       | 80  | 80  | 32.5 | .436 | .383 | .888 | 3.2 | 2.5 | 1.0 | .2  | 23.4 |
| 2011-12 | Houston       | 40  | 40  | 31.6 | .413 | .347 | .894 | 2.6 | 2.8 | .7  | .1  | 17.1 |
| 2012-13 | Oklahoma City | 77  | 0   | 27.7 | .450 | .426 | .890 | 2.3 | 1.4 | .9  | .1  | 14.0 |
| 2013-14 | Minnesota     | 68  | 68  | 32.0 | .430 | .387 | .891 | 3.0 | 1.8 | 1.0 | .1  | 19.1 |
| 2014-15 | Minnesota     | 39  | 36  | 33.4 | .427 | .393 | .881 | 3.6 | 2.3 | .8  | .0  | 20.0 |
| 2015-16 | Minnesota     | 39  | 12  | 21.4 | .377 | .369 | .880 | 2.1 | 1.2 | .4  | .0  | 10.6 |
| 2015-16 | San Antonio   | 16  | 1   | 16.3 | .353 | .333 | .933 | 1.8 | .8  | .6  | .1  | 6.2  |
| Total   | Total         | 714 | 504 | 30.2 | .437 | .384 | .870 | 3.2 | 1.9 | .9  | .1  | 17.4 |

### Playoffs
| Año   | Equipo        | PJ | PT | MPP  | %TC  | %3P  | %TL   | RPP | APP | ROB | TPP | PPP  |
| ----- | ------------- | -- | -- | ---- | ---- | ---- | ----- | --- | --- | --- | --- | ---- |
| 2006  | Sacramento    | 6  | 1  | 32.8 | .407 | .316 | 1.000 | 5.0 | .5  | .5  | .3  | 13.2 |
| 2013  | Oklahoma City | 11 | 0  | 29.4 | .380 | .370 | .907  | 3.1 | 1.3 | .6  | .3  | 14.0 |
| 2016  | San Antonio   | 5  | 0  | 9.8  | .400 | .500 | .667  | .8  | .6  | .2  | .0  | 4.4  |
| Total | Total         | 22 | 1  | 25.9 | .389 | .370 | .933  | 3.1 | .9  | .5  | .2  | 11.6 |

## Vida personal
Es hijo de Kevin y Marilyn Martin y tiene un hermano menor, Jonathan.
Se licenció en mánager deportivo.
Se casó con Jill Arnold el 15 de julio de 2011, en Clearwater Beach (Florida).